# 克努特·约翰内森
克努特·约翰内森（挪威語：Knut Johannesen，1933年11月6日—），生于奥斯陆，挪威前男子速度滑冰运动员。他曾代表挪威在冬季奥运会速度滑冰比赛中获得2枚金牌、2枚银牌和1枚铜牌。